# Acritodon
Acritodon, monotipski rod pravih mahovina u porodici Sematophyllaceae.
Rod i vrsta opisani su 1964.